# Porównania zaplanowane
Porównania zaplanowane, porównania a priori, kontrasty, analiza kontrastów (ang. planned comparisons, contrasts) – testy statystyczne używane jako alternatywa ANOVY i testów post hoc w sytuacji, gdy badacz potrafi z góry (a priori, jeszcze przed wykonaniem testu) stwierdzić, które konkretnie porównania (pomiędzy którymi grupami) są dla niego interesujące. 
Przykład: Badacz chce porównać (pod względem średniej arytmetycznej) jedną grupę kontrolą (grupa A, której uczestnicy nie otrzymują terapii) z trzema grupami eksperymentalnymi (grupy B, C oraz D) otrzymującymi różne formy terapii. W każdej z czterech grup jest taka sama liczba osób badanych.

W powyższym przykładzie hipoteza zerowa będzie miała następującą postać:

H0: 1µA – 1/3 µB – 1/3 µC – 1/3 µD = 0

Warto zauważyć, że przy porównywaniu zaplanowanym występują charakterystyczne, powtarzające się elementy: 

1. Przeciwstawiane są sobie (czyli kontrastowane) dwie wielkości: w tym przykładzie są to średnia A ze średnią arytmetyczną obliczoną łącznie dla grup B, C oraz D.

2. Każde wyrażenie w hipotezie zerowej jest mnożone przez określony współczynnik. Dla µA (grupa A) współczynnik wynosi +1, natomiast dla pozostałych trzech grup eksperymentalnych (grupy B, C oraz D) współczynnik wynosi -1/3.

3. Suma wszystkich współczynników (dodatnich i ujemnych) wynosi 0, co oznacza, że suma współczynników dodatnich jest równa sumie współczynników ujemnych.

## Analiza wariancji a porównania zaplanowane
Porównując średnie arytmetyczne w co najmniej trzech grupach w ramach ANOVY badacz musi wykonać również testy post hoc, gdyż test F leżący u podstaw analizy wariancji nie zapewnia wystarczająco szczegółowej informacji. Dzieje się tak, ponieważ test F dostarcza wystarczającej informacji jeżeli porównywane są tylko dwie grupy (wiadomo wtedy, jak interpretować wartość p), natomiast w przypadku trzech grup sama informacja o wartości p jest zbyt ogólna i nie do końca wiadomo co się za nią kryje. 

Przykładowo, jeżeli w wyniku porównania trzech grup (grupa A, grupa B i grupa C) badacz otrzyma informacje, że pomiędzy nimi istnieje istotna statystycznie różnica to sytuacja może być następująca: istotna statystycznie różnica występuje pomiędzy grupą A i grupą B, albo pomiędzy grupą A i grupą C, lub pomiędzy grupą B i grupą C. Pełną informację na ten temat dostarczą dopiero wykonanie testów post hoc. Jednak testy post hoc mają pewne ograniczenia. Krytykowany jest sam sposób prowadzenia badania w którym badacze prowadzą eksplorację nie do końca wiedząc jakiego rodzaju hipotezę testują. W związku z tym alternatywą dla analizy wariancji są porównania zaplanowane.

## Porównania ortogonalne i nieortogonalne
Porównania zaplanowane można podzielić na dwie kategorie: ortogonalne i nieortogonalne. Kontrasty są ortogonalne wtedy, gdy
dostarczają niezależnych informacji o różnicach pomiędzy średnimi arytmetycznymi. Inaczej mówiąc, porównania ortogonalne to są takie porównania, które są unikatowe i nie pokrywają się z innymi. 
Szczególną formą porównań ortogonalnych są kontrasty wielomianowe (ang. polynomial contrasts), nazywane też trendami wielomianowymi. Ich analiza ma na celu ocenę tego, czy średnie grupowe mogą zostać przybliżone za pomocą linii, która jest wykresem wielomianu n-tego stopnia.